# 密苏里大学堪萨斯城分校
密蘇里大學堪薩斯城分校（英語：University of Missouri–Kansas City，縮寫UMKC）是位於美国密蘇里州最大城市堪薩斯城的一所公立大學，隸屬於密蘇里大學系統。它創立於1933年，現擁有16,000多名學生，是堪薩斯城大都會區最大的大學和第三大高等教育機構。

## 學術
該大學有12個學院。2014年，《普林斯頓評論》將其評為“最有價值”（Best Value）的公立大學，這是該大學連續第三年獲得此稱號。

## 外部連接
- 官方网站

39°02′01″N 94°34′32″W / 39.0335°N 94.5756°W